# Nappes austroalpines

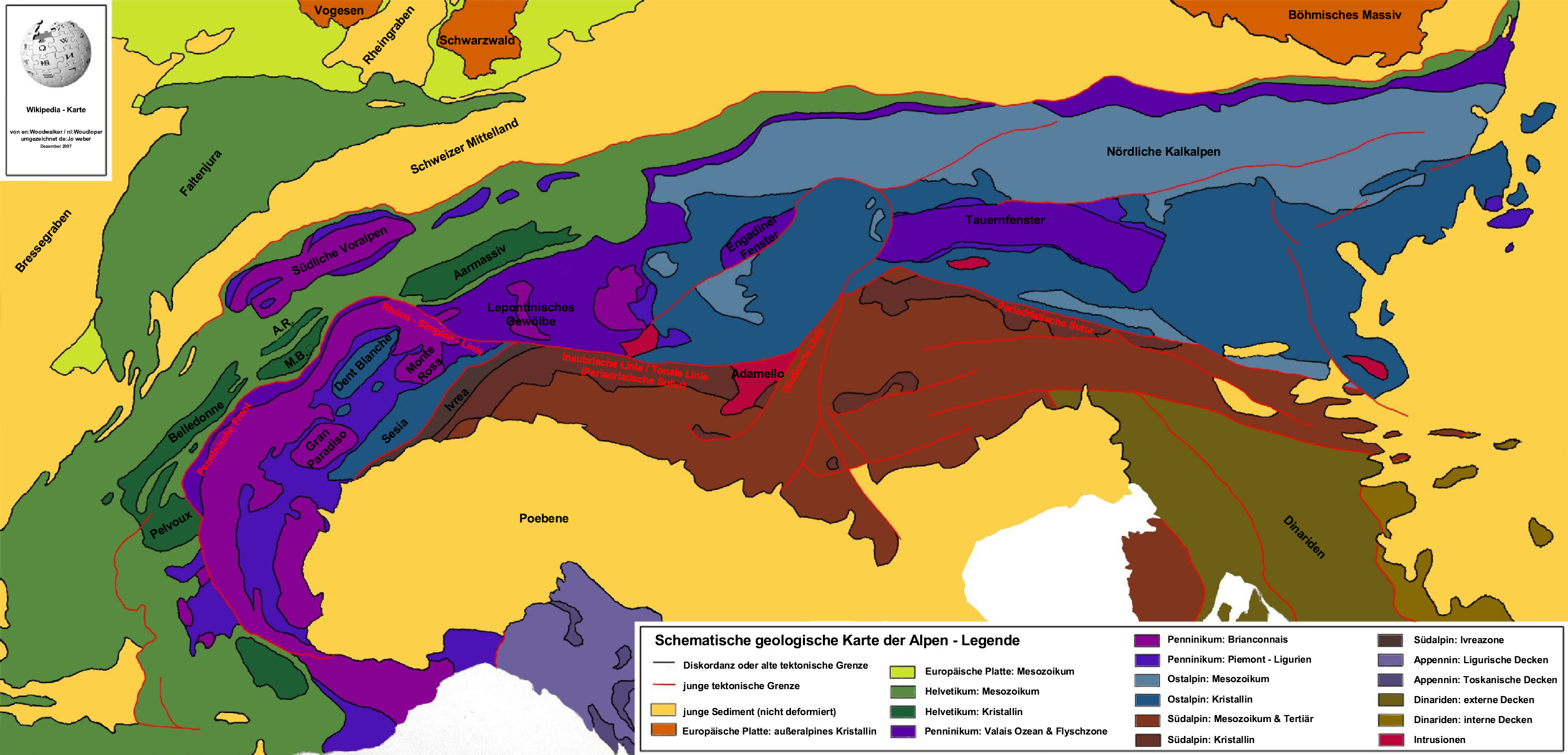
Les nappes austroalpines des Alpes

Les nappes austroalpines sont des nappes de charriage présentes dans les Alpes. Les Alpes contiennent trois empilements de nappes, les austroalpines se trouvant au-dessus des deux autres (ce qui signifie qu'elles ont été charriées sur les deux autres). Ce nom Austroalpin signifie qu'elles sont situées dans la partie orientale des Alpes, à l'est d'une ligne lac de Constance - Coire - lac de Côme).
Les nappes austroalpines se composent des matériaux de la plaque adriatique qui ont été charriés sur la plaque eurasiatique, elles sont appelées nappes allochtones. Les roches des nappes austroalpines ont connu un métamorphisme de niveau inférieur, ce qui les distinguent clairement des nappes penniques sur lesquelles elles reposent.
Ces nappes sont situées dans des régions principalement germanophones, en allemand on emploie plutôt le terme de « Ostalpine Decken ».

## Position géographique
Les nappes austroalpines couvrent une zone d'environ 400 km d'est en ouest sur 100 à 150 km du nord au sud, principalement en Autriche et en Allemagne. En Suisse, les nappes austroalpines ont été érodées à l'exception de quelques affleurements isolés tels que la zone de Sesia et la klippe de la dent Blanche (le Cervin est un exemple remarquable d'une klippe austroalpine).

## Composition des roches
Les nappes austroalpines sont des fragments du plateau continental et l'ancien talus continental de la plaque adriatique. Ces fragments contiennent des roches du socle continental aussi bien que des roches sédimentaires déposées sur ces couches.
Les roches du socle ont subi un métamorphisme lié à leur profondeur d'origine dans la croûte terrestre, mais dans les nappes austroalpines le métamorphisme alpin (métamorphisme lié à la formation des Alpes) est d'un niveau assez faible, voire inexistant.

### Sources
- (en) Cet article est partiellement ou en totalité issu de l’article de Wikipédia en anglais intitulé « Austroalpine nappes » (voir la liste des auteurs).
- Toni Labhart et Danielle Decrouez, Géologie de la Suisse, Éditions du Chêne, 2002 [détail de l’édition] (ISBN 2603010506)